# Puchar Świata w snowboardzie 1999/2000
Puchar Świata w snowboardzie w sezonie 1999/2000 to 6. edycja tej imprezy. Cykl rozpoczął się 27 listopada 1999 roku we francuskim Tignes. Ostatnie zawody sezonu odbyły się natomiast 18 marca 2000 roku we włoskim Livigno. Zawody rozgrywano w czterech konkurencjach: gigant, gigant równoległy, slalom równoległy, snowcross i halfpipe. Zrezygnowano z rozgrywania slalomu, wprowadzono klasyfikację PAR (łączna klasyfikacja slalomu równoległego i giganta równoległego), chociaż prowadzono także osobną klasyfikację dla giganta równoległego.
Puchar Świata rozegrany został w 9 krajach i 17 miastach na 3 kontynentach. Najwięcej konkursów (9) rozegranych zostało we Włoszech.

## Konkurencje
- slalom równoległy (PSL)
- gigant równoległy (PGS)
- snowcross
- gigant
- halfpipe

## Mężczyźni

### Kalendarz i wyniki
| Lp  | Data              | Miejsce              | Konkurencja | Zwycięzca           | 2. miejsce          | 3. miejsce          |
| 1.  | 27 listopada 1999 | Tignes               | Gigant      | Stefan Kaltschütz   | Markus Ebner        | Maxence Idesheim    |
| 2.  | 28 listopada 1999 | Tignes               | Halfpipe    | Rob Kingwill        | Tommy Czeschin      | Sébastien Vassoney  |
| 3.  | 30 listopada 1999 | Sestriere            | PGS         | Nicolas Huet        | Stephen Copp        | Richard Richardsson |
| 4.  | 3 grudnia 1999    | Zell am See          | Snowcross   | Joni Vastamäki      | Pontus Ståhlkloo    | Romain Borrel       |
| 5.  | 4 grudnia 1999    | Zell am See          | PGS         | Charlie Cosnier     | Stefan Kaltschütz   | Jasey-Jay Anderson  |
| 6.  | 10 grudnia 1999   | Whistler             | Gigant      | Mathieu Bozzetto    | Stefan Kaltschütz   | Chris Klug          |
| 7.  | 11 grudnia 1999   | Whistler             | Snowcross   | Sylvain Duclos      | Guillaume Nantermod | Pontus Ståhlkloo    |
| 8.  | 12 grudnia 1999   | Whistler             | Halfpipe    | Markus Jonsson      | Anders Björk        | Rob Kingwill        |
| 9.  | 18 grudnia 1999   | Mont-Sainte-Anne     | Gigant      | Mathieu Bozzetto    | Jasey-Jay Anderson  | Walter Feichter     |
| 10. | 19 grudnia 1999   | Mont-Sainte-Anne     | Halfpipe    | Tomas Johansson     | Jari Vastamäki      | Aleksi Litovaara    |
| 11. | 8 stycznia 2000   | Morzine              | Snowcross   | Sylvain Duclos      | Pontus Ståhlkloo    | Zeke Steggall       |
| 12. | 9 stycznia 2000   | Morzine              | PSL         | Mathieu Bozzetto    | Dieter Krassnig     | Richard Richardsson |
| 13. | 14 stycznia 2000  | Berchtesgaden        | PGS         | Chris Klug          | Stephen Copp        | Felix Stadler       |
| 14. | 15 stycznia 2000  | Berchtesgaden        | Halfpipe    | Kentaro Miyawaki    | Ricky Bower         | Magnus Sterner      |
| 15. | 16 stycznia 2000  | Berchtesgaden        | PSL         | Mathieu Bozzetto    | Felix Stadler       | Nicolas Huet        |
| 16. | 19 stycznia 2000  | Gstaad               | Gigant      | Stephen Copp        | Felix Stadler       | Mathieu Bozzetto    |
| 17. | 20 stycznia 2000  | Gstaad               | Snowcross   | Zeke Steggall       | Alexander Koller    | Thomas Ligonnet     |
| 18. | 22 stycznia 2000  | Grächen              | Halfpipe    | Fredrik Sterner     | Magnus Sterner      | Tomas Johansson     |
| 19. | 26 stycznia 2000  | Tandådalen           | PGS         | Mathieu Bozzetto    | Felix Stadler       | Nicolas Huet        |
| 20. | 27 stycznia 2000  | Tandådalen           | PSL         | Mathieu Bozzetto    | Nicolas Huet        | Anton Pogue         |
| 21. | 28 stycznia 2000  | Tandådalen           | Halfpipe    | Tomas Johansson     | Pasi Voho           | Anders Björk        |
| 22. | 29 stycznia 2000  | Tandådalen           | Halfpipe    | Tommy Czeschin      | Tuomo Ojala         | Pasi Voho           |
| 23. | 4 lutego 2000     | Ischgl               | PSL         | Mathieu Bozzetto    | Dieter Krassnig     | Felix Stadler       |
| 24. | 5 lutego 2000     | Ischgl               | Gigant      | Mark Fawcett        | Stefan Kaltschütz   | Chris Klug          |
| 25. | 6 lutego 2000     | Ischgl               | Snowcross   | Guillaume Nantermod | John Fletcher       | Thomas Ligonnet     |
| 26. | 9 lutego 2000     | Madonna di Campiglio | Snowcross   | Zeke Steggall       | Simone Malusa       | Anton Pogue         |
| 27. | 18 lutego 2000    | Sapporo              | PGS         | Richard Richardsson | Elmar Messner       | Jasey-Jay Anderson  |
| 28. | 19 lutego 2000    | Sapporo              | Halfpipe    | Fredrik Sterner     | Tomas Johansson     | Pasi Voho           |
| 29. | 20 lutego 2000    | Sapporo              | Snowcross   | Pontus Ståhlkloo    | Guillaume Nantermod | Joni Vastamäki      |
| 30. | 26 lutego 2000    | Shiga Kōgen          | Gigant      | Jasey-Jay Anderson  | Nicolas Huet        | Stefan Kaltschütz   |
| 31. | 27 lutego 2000    | Shiga Kōgen          | Halfpipe    | Tomas Johansson     | Fredrik Sterner     | Pasi Voho           |
| 32. | 3 marca 2000      | Park City            | Snowcross   | Jasey-Jay Anderson  | Mathieu Morency     | Pontus Ståhlkloo    |
| 33. | 4 marca 2000      | Park City            | Halfpipe    | Tommy Czeschin      | Ross Powers         | Magnus Sterner      |
| 34. | 5 marca 2000      | Park City            | Gigant      | Dieter Krassnig     | Markus Ebner        | Nicolas Huet        |
| 35. | 10 marca 2000     | San Candido          | PSL         | Nicolas Huet        | Xavier Rolland      | Anton Pogue         |
| 36. | 11 marca 2000     | San Candido          | Halfpipe    | Markus Jonsson      | Magnus Sterner      | Kentaro Miyawaki    |
| 37. | 12 marca 2000     | San Candido          | Snowcross   | Pontus Ståhlkloo    | Zeke Steggall       | Alexander Koller    |
| 38. | 16 marca 2000     | Livigno              | PSL         | Mathieu Bozzetto    | Richard Richardsson | Dejan Košir         |
| 39. | 17 marca 2000     | Livigno              | Snowcross   | Guillaume Nantermod | Mathieu Chiquet     | Sebastien Frank     |
| 40. | 18 marca 2000     | Livigno              | Gigant      | Nicolas Huet        | Mathieu Bozzetto    | Dieter Krassnig     |
| 41. | 18 marca 2000     | Livigno              | Halfpipe    | Magnus Sterner      | Kevin Saumade       | Aleksi Litovaara    |

### Klasyfikacje
| Lp.   | Zawodnik            | Punkty |
| ----- | ------------------- | ------ |
| 1.    | Mathieu Bozzetto    | 1309   |
| 2.    | Nicolas Huet        | 1034   |
| 3.    | Felix Stadler       | 891    |
| 4.    | Stefan Kaltschütz   | 811    |
| 5.    | Dieter Krassnig     | 779    |
| 6.    | Stephen Copp        | 736    |
| 7.    | Richard Richardsson | 683    |
| 8.    | Markus Ebner        | 677    |
| 9.    | Elmar Messner       | 666    |
| 10.   | Pontus Ståhlkloo    | 650    |
| . . . |                     |        |
| 74.   | Łukasz Starowicz    | 104    |
| 87.   | Piotr Starowicz     | 82     |
| 133.  | Wojciech Pająk      | 31     |
| 136.  | Mateusz Ligocki     | 30     |
| 187.  | Andrzej Kaim        | 14     |
| 215.  | Marek Sąsiadek      | 8      |
| 313.  | Grzegorz Pająk      | 1      |

| Lp. | Zawodnik           | Punkty |
| --- | ------------------ | ------ |
| 1.  | Stefan Kaltschütz  | 4350   |
| 2.  | Mathieu Bozzetto   | 3836   |
| 3.  | Nicolas Huet       | 3360   |
| 4.  | Felix Stadler      | 2980   |
| 5.  | Dieter Krassnig    | 2895   |
| 6.  | Markus Ebner       | 2800   |
| 7.  | Jasey-Jay Anderson | 2677   |
| 8.  | Walter Feichter    | 2596   |
| 9.  | Chris Klug         | 2520   |
| 10. | Elmar Messner      | 2330   |

| Lp.   | Zawodnik            | Punkty |
| ----- | ------------------- | ------ |
| 1.    | Mathieu Bozzetto    | 7610   |
| 2.    | Nicolas Huet        | 5540   |
| 3.    | Felix Stadler       | 4650   |
| 4.    | Richard Richardsson | 4610   |
| 5.    | Stephen Copp        | 4120   |
| 6.    | Dieter Krassnig     | 3650   |
| 7.    | Elmar Messner       | 3330   |
| 8.    | Werner Ebenbauer    | 3037   |
| 9.    | Mathias Behounek    | 3000   |
| 10.   | Markus Ebner        | 2770   |
| . . . |                     |        |
| 68.   | Łukasz Starowicz    | 57     |
| 84.   | Andrzej Kaim        | 26     |

| Lp.   | Zawodnik            | Punkty |
| ----- | ------------------- | ------ |
| 1.    | Mathieu Bozzetto    | 7610   |
| 2.    | Nicolas Huet        | 5540   |
| 3.    | Felix Stadler       | 4650   |
| 4.    | Richard Richardsson | 4610   |
| 5.    | Stephen Copp        | 4120   |
| 6.    | Dieter Krassnig     | 3650   |
| 7.    | Elmar Messner       | 3330   |
| 8.    | Werner Ebenbauer    | 3037   |
| 9.    | Mathias Behounek    | 3000   |
| 10.   | Markus Ebner        | 2770   |
| . . . |                     |        |
| 68.   | Łukasz Starowicz    | 57     |
| 84.   | Andrzej Kaim        | 26     |

| Lp.   | Zawodnik            | Punkty |
| ----- | ------------------- | ------ |
| 1.    | Pontus Ståhlkloo    | 5850   |
| 2.    | Guillaume Nantermod | 5230   |
| 3.    | Zeke Steggall       | 5060   |
| 4.    | Joni Vastamäki      | 3660   |
| 5.    | Mathieu Morency     | 3140   |
| 6.    | Alexander Koller    | 2850   |
| 7.    | Sylvain Duclos      | 2495   |
| 8.    | Thomas Ligonnet     | 2020   |
| 9.    | Sebastien Frank     | 2001   |
| 10.   | Markus Ebner        | 1908   |
| . . . |                     |        |
| 25.   | Łukasz Starowicz    | 870    |
| 90.   | Wojciech Pająk      | 60     |
| 103.  | Mateusz Ligocki     | 45     |

| Lp.   | Zawodnik         | Punkty |
| ----- | ---------------- | ------ |
| 1.    | Tomas Johansson  | 5770   |
| 2.    | Magnus Sterner   | 5070   |
| 3.    | Fredrik Sterner  | 4571   |
| 4.    | Pasi Voho        | 3860   |
| 5.    | Markus Jonsson   | 3780   |
| 6.    | Aleksi Litovaara | 3530   |
| 7.    | Kevin Saumade    | 3460   |
| 8.    | Tommy Czeschin   | 3290   |
| 9.    | Zach Horwitz     | 3270   |
| 10.   | Kentaro Miyawaki | 2950   |
| . . . |                  |        |
| 28.   | Piotr Starowicz  | 900    |
| 60.   | Mateusz Ligocki  | 272    |
| 61.   | Wojciech Pająk   | 265    |
| 83.   | Andrzej Kaim     | 130    |
| 93.   | Marek Sąsiadek   | 90     |
| 96.   | Łukasz Starowicz | 80     |
| 127.  | Grzegorz Pająk   | 14     |

## Kobiety

### Kalendarz i wyniki
| Lp  | Data              | Miejsce              | Konkurencja | Zwyciężczyni       | 2. miejsce         | 3. miejsce          |
| 1.  | 27 listopada 1999 | Tignes               | Gigant      | Margherita Parini  | Åsa Windahl        | Karine Ruby         |
| 2.  | 28 listopada 1999 | Tignes               | Halfpipe    | Tricia Byrnes      | Sabine Wehr-Hasler | Anna Hellman        |
| 3.  | 30 listopada 1999 | Sestriere            | PGS         | Isabelle Blanc     | Rosey Fletcher     | Sondra van Ert      |
| 4.  | 3 grudnia 1999    | Zell am See          | Snowcross   | Marie Laissus      | Julie Pomagalski   | Alessandra Pescosta |
| 5.  | 4 grudnia 1999    | Zell am See          | PGS         | Margherita Parini  | Sandra Farmand     | Manuela Riegler     |
| 6.  | 10 grudnia 1999   | Whistler             | Gigant      | Åsa Windahl        | Birgit Herbert     | Manuela Riegler     |
| 7.  | 11 grudnia 1999   | Whistler             | Snowcross   | Maëlle Ricker      | Sandra Farmand     | Juliane Bray        |
| 8.  | 12 grudnia 1999   | Whistler             | Halfpipe    | Maëlle Ricker      | Shannon Dunn       | Kim Stacey          |
| 9.  | 18 grudnia 1999   | Mont-Sainte-Anne     | Gigant      | Rosey Fletcher     | Sondra van Ert     | Karine Ruby         |
| 10. | 19 grudnia 1999   | Mont-Sainte-Anne     | Halfpipe    | Anna Hellman       | Yuri Yoshikawa     | Kim Stacey          |
| 11. | 8 stycznia 2000   | Morzine              | Snowcross   | Ursula Fingerlos   | Marie Laissus      | Alessandra Pescosta |
| 12. | 9 stycznia 2000   | Morzine              | PSL         | Isabelle Blanc     | Marion Posch       | Heidi Renoth        |
| 13. | 14 stycznia 2000  | Berchtesgaden        | PGS         | Sondra van Ert     | Manuela Riegler    | Marion Posch        |
| 14. | 15 stycznia 2000  | Berchtesgaden        | Halfpipe    | Sabine Wehr-Hasler | Anna Olofsson      | Anna Hellman        |
| 15. | 16 stycznia 2000  | Berchtesgaden        | PSL         | Isabelle Blanc     | Karine Ruby        | Nina Schlegel       |
| 16. | 19 stycznia 2000  | Gstaad               | Gigant      | Sondra van Ert     | Karine Ruby        | Sandra Farmand      |
| 17. | 20 stycznia 2000  | Gstaad               | Snowrcoss   | Carmen Ranigler    | Manuela Riegler    | Marie Laissus       |
| 18. | 22 stycznia 2000  | Grächen              | Halfpipe    | Anna Hellman       | Anna Olofsson      | Sabine Wehr-Hasler  |
| 19. | 26 stycznia 2000  | Tandådalen           | PGS         | Ursula Fingerlos   | Isabelle Blanc     | Manuela Riegler     |
| 20. | 27 stycznia 2000  | Tandådalen           | PSL         | Manuela Riegler    | Rosey Fletcher     | Isabelle Blanc      |
| 21. | 28 stycznia 2000  | Tandådalen           | Halfpipe    | Tricia Byrnes      | Anna Olofsson      | Michiyo Hashimoto   |
| 22. | 29 stycznia 2000  | Tandådalen           | Halfpipe    | Tricia Byrnes      | Anna Hellman       | Sabine Wehr-Hasler  |
| 23. | 4 lutego 2000     | Ischgl               | PSL         | Manuela Riegler    | Sandra Farmand     | Karine Ruby         |
| 24. | 5 lutego 2000     | Ischgl               | Gigant      | Manuela Riegler    | Margherita Parini  | Isabel Zedlacher    |
| 25. | 6 lutego 2000     | Ischgl               | Snowcross   | Ursula Fingerlos   | Julie Pomagalski   | Aurélie Tible       |
| 26. | 9 lutego 2000     | Madonna di Campiglio | Snowcross   | Sandra Farmand     | Marjorie Rey       | Manuela Riegler     |
| 27. | 18 lutego 2000    | Sapporo              | PGS         | Ursula Fingerlos   | Carmen Ranigler    | Manuela Riegler     |
| 28. | 19 lutego 2000    | Sapporo              | Halfpipe    | Yoko Miyake        | Sabine Wehr-Hasler | Anna Hellman        |
| 29. | 20 lutego 2000    | Sapporo              | Snowcross   | Karine Ruby        | Carmen Ranigler    | Marie Laissus       |
| 30. | 26 lutego 2000    | Shiga Kōgen          | Gigant      | Margherita Parini  | Isabelle Blanc     | Manuela Riegler     |
| 31. | 27 lutego 2000    | Shiga Kōgen          | Halfpipe    | Tricia Byrnes      | Sabine Wehr-Hasler | Anna Hellman        |
| 32. | 3 marca 2000      | Park City            | Snowcross   | Sandra Farmand     | Manuela Riegler    | Carmen Ranigler     |
| 33. | 4 marca 2000      | Park City            | Halfpipe    | Tricia Byrnes      | Kim Stacey         | Sabine Wehr-Hasler  |
| 34. | 5 marca 2000      | Park City            | Gigant      | Margherita Parini  | Julie Pomagalski   | Heidi Renoth        |
| 35. | 10 marca 2000     | San Candido          | PSL         | Rosey Fletcher     | Sara Fischer       | Jagna Marczułajtis  |
| 36. | 11 marca 2000     | San Candido          | Halfpipe    | Kim Stacey         | Tricia Byrnes      | Sabine Wehr-Hasler  |
| 37. | 12 marca 2000     | San Candido          | Snowcross   | Claudia Riegler    | Manuela Riegler    | Carmen Ranigler     |
| 38. | 16 marca 2000     | Livigno              | PSL         | Karine Ruby        | Sara Fischer       | Isabelle Blanc      |
| 39. | 17 marca 2000     | Livigno              | Snowcross   | Karine Ruby        | Sandra Farmand     | Emmanuelle Duboc    |
| 40. | 18 marca 2000     | Livigno              | Gigant      | Sara Fischer       | Isabelle Blanc     | Karine Ruby         |
| 41. | 18 marca 2000     | Livigno              | Halfpipe    | Sabine Wehr-Hasler | Michiyo Hashimoto  | Anna Hellman        |

### Klasyfikacje
| Lp.   | Zawodniczka          | Punkty |
| ----- | -------------------- | ------ |
| 1.    | Manuela Riegler      | 1168   |
| 2.    | Isabelle Blanc       | 1076   |
| 3.    | Margherita Parini    | 1037   |
| 4.    | Karine Ruby          | 1002   |
| 5.    | Sandra Farmand       | 939    |
| 6.    | Carmen Ranigler      | 854    |
| 7.    | Ursula Fingerlos     | 829    |
| 8.    | Julie Pomagalski     | 815    |
| 9.    | Rosey Fletcher       | 810    |
| 10.   | Heidi Renoth         | 758    |
| . . . |                      |        |
| 53.   | Jagna Marczułajtis   | 150    |
| 69.   | Małgorzata Kukucz    | 72     |
| 85.   | Blanka Isielonis     | 48     |
| 91.   | Paulina Ligocka      | 45     |
| 112.  | Katarzyna Lewieniec  | 28     |
| 140.  | Kamila Gronner       | 14     |
| 161.  | Izabela Pająk        | 10     |
| 168.  | Anna Koziel          | 9      |
| 189.  | Klaudyna Mikołajczyk | 5      |
| 211.  | Anna Łuckoś          | 2      |
| 227.  | Jolanta Sitarz       | 1      |

| Lp.   | Zawodniczka          | Punkty |
| ----- | -------------------- | ------ |
| 1.    | Margherita Parini    | 4610   |
| 2.    | Karine Ruby          | 3600   |
| 3.    | Manuela Riegler      | 3570   |
| 4.    | Åsa Windahl          | 3450   |
| 5.    | Sondra van Ert       | 3106   |
| 6.    | Isabelle Blanc       | 2880   |
| 7.    | Rosey Fletcher       | 2680   |
| 8.    | Heidi Renoth         | 2560   |
| 9.    | Sandra Farmand       | 2500   |
| 10.   | Julie Pomagalski     | 2390   |
| . . . |                      |        |
| 53.   | Jagna Marczułajtis   | 150    |
| 69.   | Małgorzata Kukucz    | 72     |
| 85.   | Blanka Isielonis     | 48     |
| 91.   | Paulina Ligocka      | 45     |
| 112.  | Katarzyna Lewieniec  | 28     |
| 140.  | Kamila Gronner       | 14     |
| 161.  | Izabela Pająk        | 10     |
| 168.  | Anna Koziel          | 9      |
| 189.  | Klaudyna Mikołajczyk | 5      |
| 211.  | Anna Łuckoś          | 2      |
| 227.  | Jolanta Sitarz       | 1      |

| Lp.   | Zawodniczka        | Punkty |
| ----- | ------------------ | ------ |
| 1.    | Isabelle Blanc     | 6650   |
| 2.    | Manuela Riegler    | 6160   |
| 3.    | Karine Ruby        | 4880   |
| 4.    | Rosey Fletcher     | 4270   |
| 5.    | Sara Fischer       | 4030   |
| 6.    | Heidi Renoth       | 3920   |
| 7.    | Margherita Parini  | 3780   |
| 7.    | Claudia Riegler    | 3780   |
| 9.    | Sandra Farmand     | 3560   |
| 10.   | Ursula Fingerlos   | 3500   |
| . . . |                    |        |
| 23.   | Jagna Marczułajtis | 1018   |
| 49.   | Małgorzata Kukucz  | 100    |
| 53.   | Blanka Isielonis   | 78     |
| 77.   | Anna Łuckoś        | 23     |
| 92.   | Jolanta Sitarz     | 11     |

| Lp.   | Zawodniczka        | Punkty |
| ----- | ------------------ | ------ |
| 1.    | Isabelle Blanc     | 6650   |
| 2.    | Manuela Riegler    | 6160   |
| 3.    | Karine Ruby        | 4880   |
| 4.    | Rosey Fletcher     | 4270   |
| 5.    | Sara Fischer       | 4030   |
| 6.    | Heidi Renoth       | 3920   |
| 7.    | Margherita Parini  | 3780   |
| 7.    | Claudia Riegler    | 3780   |
| 9.    | Sandra Farmand     | 3560   |
| 10.   | Ursula Fingerlos   | 3500   |
| . . . |                    |        |
| 23.   | Jagna Marczułajtis | 1018   |
| 49.   | Małgorzata Kukucz  | 100    |
| 53.   | Blanka Isielonis   | 78     |
| 77.   | Anna Łuckoś        | 23     |
| 92.   | Jolanta Sitarz     | 11     |

| Lp.   | Zawodniczka         | Punkty |
| ----- | ------------------- | ------ |
| 1.    | Sandra Farmand      | 5240   |
| 2.    | Carmen Ranigler     | 5220   |
| 3.    | Manuela Riegler     | 4970   |
| 4.    | Marie Laissus       | 4670   |
| 5.    | Ursula Fingerlos    | 4310   |
| 6.    | Julie Pomagalski    | 4260   |
| 7.    | Karine Ruby         | 2850   |
| 8.    | Claudia Riegler     | 2800   |
| 9.    | Aurélie Tible       | 2780   |
| 10.   | Alessandra Pescosta | 2610   |
| . . . |                     |        |
| 28.   | Małgorzata Kukucz   | 500    |
| 31.   | Jagna Marczułajtis  | 430    |
| 31.   | Blanka Isielonis    | 365    |

| Lp.   | Zawodniczka          | Punkty |
| ----- | -------------------- | ------ |
| 1.    | Sabine Wehr-Hasler   | 7650   |
| 2.    | Tricia Byrnes        | 6540   |
| 3.    | Anna Hellman         | 6470   |
| 4.    | Anna Olofsson        | 3840   |
| 5.    | Alessandra Pescosta  | 3700   |
| 6.    | Michiyo Hashimoto    | 3560   |
| 7.    | Melanie Leando       | 3510   |
| 8.    | Kim Stacey           | 3500   |
| 9.    | Yuri Yoshikawa       | 3180   |
| 10.   | Sophia Bergdahl      | 3000   |
| . . . |                      |        |
| 32.   | Paulina Ligocka      | 500    |
| 44.   | Katarzyna Lewieniec  | 308    |
| 55.   | Małgorzata Kukucz    | 180    |
| 58    | Kamila Gronner       | 150    |
| 66.   | Izabela Pająk        | 110    |
| 70.   | Anna Koziel          | 100    |
| 81.   | Klaudyna Mikołajczyk | 60     |